# Маленький нищий (Мурильо)
«Маленький нищий» (исп. Joven mendigo) — жанровая картина испанского художника Бартоломе Эстебана Мурильо, написанная приблизительно в 1645—1650 годах. Полотно находится в музее Лувра в Париже.

## История
Предполагается, что эту жанровую картину Мурильо заказали фламандские купцы, жившие в Севилье. Жанровая живопись, изображающая повседневную жизнь, высоко ценилась во Фландрии и бедняки были постоянным предметом фламандской жанровой живописи. Интерес Мурильо к нуждающимся, возможно, также имеет отношение к доктрине милосердия францисканцев, на которых он часто работал. Мурильо, последний из великих художников золотого века Испании, был прежде всего религиозным художником. Картина побывала у многих владельцев, в том числе в Гинья, затем в Сан-Фуа. В конце концов она была куплена французским королём Людовиком XVI за 2400 ливров, а после Французской революции помещена в Лувр.

## Описание
Картину «Маленький нищий» также называют «Завшивленный мальчик», поскольку на ней изображён нищий мальчик, обирающий с себя вшей. В комнате, похожей на темницу, на полу сидит оборванный ребёнок. Яркий солнечный свет, падающий из окна, осветляет грязную, потрёпанную, залатанную одежду маленького нищего. Его голые ноги лежат на земле, где валяются очистки от креветок. Рядом с ним опрокинута сумка из грубой соломы, и из неё выкатились яблоки, которые, вероятно, составят вместе с водой из находящегося поблизости глиняного кувшина его обед. Но сейчас ребёнок, кажется, не беспокоится о еде: он очень внимательно высматривает паразитов в складках рубашки.
Картина является первым известным изображением уличного беспризорника в творчестве Мурильо. Картина, несомненно, была вдохновлена зрелищем беспросветных страданий на улицах Севильи во времена «золотого века». Под влиянием караваджизма Мурильо фокусировался на мрачных деталях и использовал резкие контрасты света и тени. Тем не менее в фигуре мальчика есть известное изящество, которое является отличительной чертой художника.
Теофиль Готье написал о картине в «Руководстве для любителя по музею Лувра» (1882): «Под этими тряпками, под этой уродливостью, под этой грязью есть душа, этот нищий — христианин, этот нищий, пожранный паразитами, будет, может быть, во славе, поэтому он достоин того, чтобы его рисовали так же, как короля».

## Критика
В отличие от религиозных произведений Мурильо, «Маленький нищий» не был сразу признан высоким произведением искусства. Мурильо критиковали за то, что он слишком сосредоточился на создании идеализированного образа бродяги, что не отражало суровую реальность испанской бедности в Севилье.
Только в эпоху рококо «Маленький нищий» и похожие тематические картины с изображением беспризорных детей стали цениться больше.